# Rue Michelet (Nancy)
Pour les articles homonymes, voir Rue Michelet.
La rue Michelet est une voie de la commune de Nancy, dans le département de Meurthe-et-Moselle, en région Lorraine Grand Est.

## Situation et accès
La rue Michelet est une rue du quartier des Trois Maisons de Nancy qui va de la rue de Malzéville à la rue Saint-Fiacre.

## Origine du nom
Elle porte le nom de l'historien et écrivain français Jules Michelet (1798-1874) né à Paris, professeur d'histoire à la Sorbonne et au Collège de France. Considéré comme l'un des plus grands historiens du XIXe siècle, son  œuvre la plus célèbre est Histoire de France suivie d'Histoire de la Révolution.

## Historique
Ancienne rue particulière, elle est ouverte en 1898 et classée en 1901.
Elle est dénommée dès sa création, à l'occasion des fêtes qui célèbrent le centenaire de la naissance de Michelet.

## Bâtiments remarquables et lieux de mémoire
Les deux frères Victor et Paul Luc, industriels, achètent en 1900 deux parcelles mitoyennes pour y construire chacun sa propre demeure. Seul subsiste l'hôtel construit de 1901 à 1903 pour Victor Luc, tanneur, au 25 rue de Malzéville. Elle est inscrite aux monuments historiques en  2004. Vers 1980, le parc est amputé et les communs détruits.
La villa de Paul Luc située au 1 bis rue Michelet a disparu vers les années 1968. A son emplacement, le bâtiment Le Michelet est construit dans les années 1970 sur les plans des architectes Henri Prouvé et Robert Finkelstein.